# Propedies microsanguineus
Propedies microsanguineus är en insektsart som beskrevs av Cigliano och Lange 1998. Propedies microsanguineus ingår i släktet Propedies och familjen gräshoppor. Inga underarter finns listade i Catalogue of Life.